# 馬基拉島
馬基拉島是太平洋島國所羅門群島的島嶼，位於瓜達爾卡納爾島以東和馬萊塔島以南，是馬基拉-烏拉瓦省最大的島嶼，島上最大城市基拉基拉是該省首府。

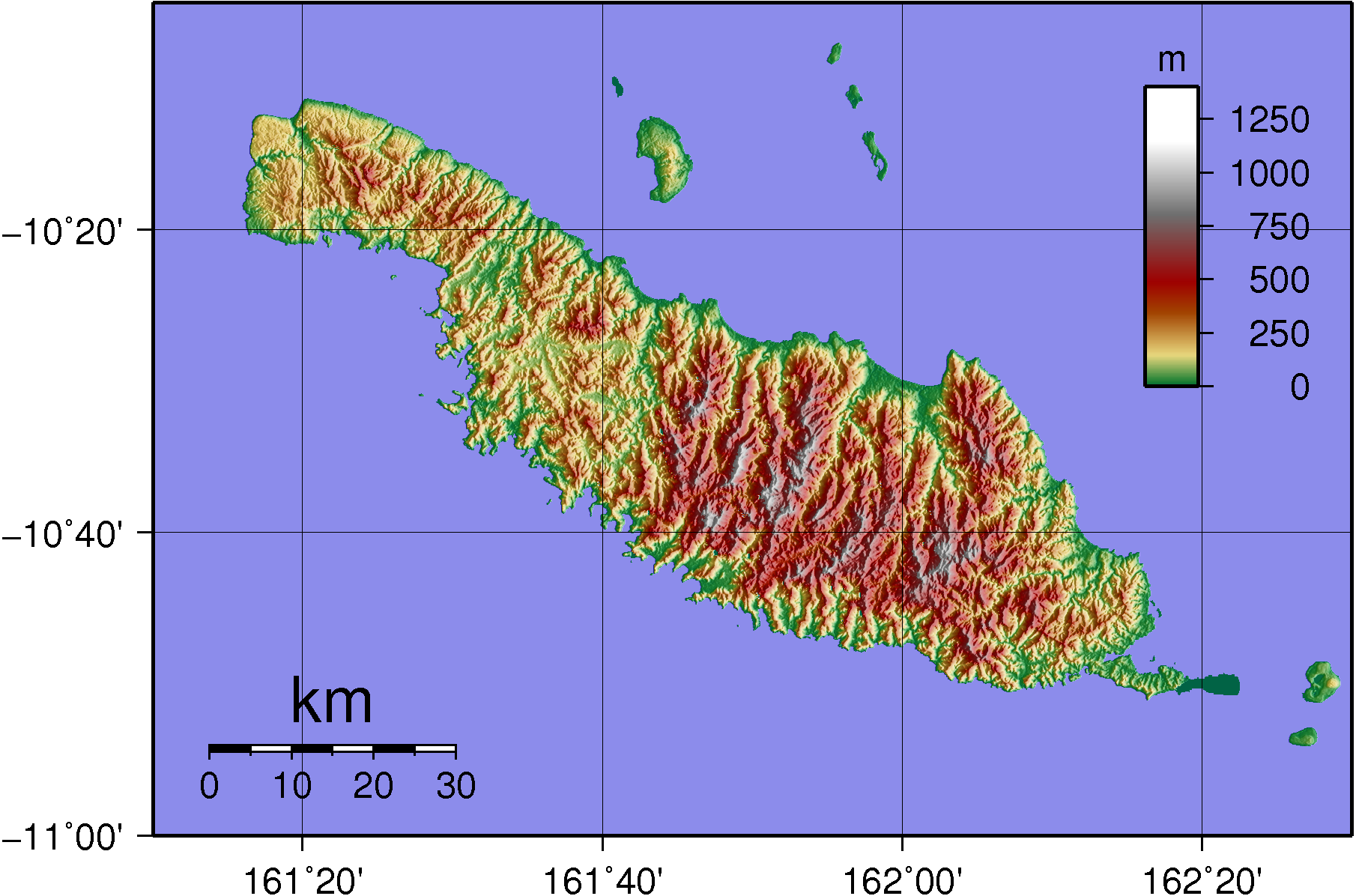
馬基拉島地勢區